# Marco Mortara
Marco Mortara (Viadana, 7 maggio 1815 – Mantova, 2 febbraio 1894) è stato un rabbino e insegnante italiano.

## Biografia
Marco Mortara si diplomò al Collegio rabbinico di Padova nel 1836, fu chiamato come rabbino a Mantova nel 1842 e occupò questa posizione fino alla sua morte. Egli era molto conservatore nel suo punto di vista religioso e si oppose all'abolizione del secondo giorno dei giorni santi che erano stati programmati da alcuni dei membri liberali della sua congregazione.
Come un vero discepolo di Samuel David Luzzatto fu un forte oppositore della Cabala, che lo vide coinvolto in una accesa polemica con Elijah Benamozegh. Nel suo testamento scrisse il suo epitaffio, contenente dati meramente biografici ed esprimendo il desiderio che nessun sermone dovesse essere recitato al suo funerale e nessun elogio pubblicato sui giornali.
Oltre a molti sermoni e articoli, pubblicati in periodici tedeschi, ebraici, francesi e italiani, ha scritto libri di testo per l'insegnamento della religione, saggi su questioni religiose di attualità, saggi apologetici e opere bibliografiche, tra cui è di particolare importanza, un elenco di tutti i nomi relativi alla storia degli ebrei in Italia sotto il titolo Mazkeret Ḥakme Italiya: Indice Alfabetico dei Rabbini e Scrittori Israeliti di Cose Giudaiche in Italia, Padova, 1887.
È il padre del giudice e senatore italiano Lodovico Mortara e nonno dello statistico Giorgio Mortara.

### Riferimenti da JewishEncyclopedia
- Vessillo Israelitico, 1894, pp. 59–62
- Corriere Israelitico, xxii. 217, 224-226
- A list of Mortara's works, Elenco degli Scritti del R. Marco Mortara, is given in Vessillo Israelitico, 1886, pp. 188–190, and in Chaim David Lippe's Bibliographisches Lexicon, s.v.4;
- Marco Mortara, in Mosé, v.307;